# Hofteich (Güntersberge)
Der Hofteich ist ein Teich in Harzgerode auf dem Gebiet des Ortsteils Stadt Güntersberge in Sachsen-Anhalt.
Der Teich liegt nahe am östlichen Ortseingang von Güntersberge, westlich der Straße Heimbergsiedlung. Etwas weiter südlich verläuft die Siptenfelder Straße über die die Bundesstraße 242 geführt wird. Nordöstlich erhebt sich der Heimberg. Der kleine Teich erstreckt sich von Nordwest nach Südost über etwa 70 Meter bei einer Breite von bis zu etwa 40 Metern. Gespeist wird er von dem von Norden einmündenden Röhrbach, der den Teich auch nach Süden entwässert. Der Röhrbach mündet dann nach wenigen Metern in die Selke.
Der Teich dient bei Bedarf auch zur Löschwasserentnahme.